# Mellègue-Djebel Essif
Mellègue-Djebel Essif (arabe : ملاق - جبل الصيف)  est une réserve naturelle créée en 2010 et couvrant une superficie de 2 322 hectares  dans le gouvernorat du Kef, au nord-ouest de la Tunisie.